# ヒュンダイ・サンタフェ

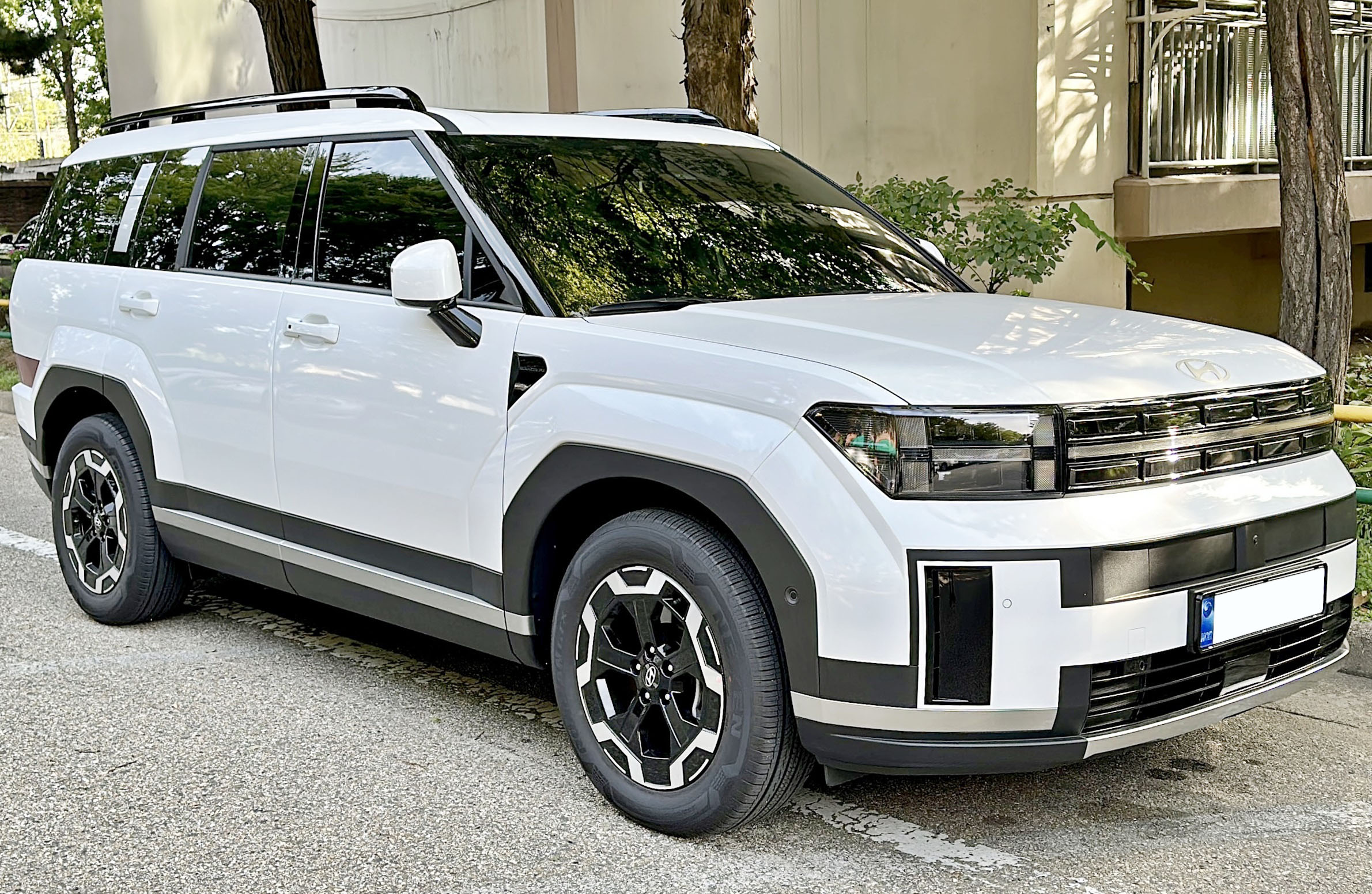
MX5型サンタフェ 2023年8月初期型

サンタフェ (SANTA FE、朝: 싼타페) は、大韓民国の自動車会社、現代自動車により製造・販売されている5ドアSUV型の普通乗用車 (韓国における区分では中型車) である。

## 初代 SM系 (2000年 - 2004年)
1999年 (平成11年) 1月4日
1999年北米国際オートショーにおいて『HCD-4』として参考出品。
1999年 (平成11年) 5月10日
第3回ソウルモーターショーにおいて『サンタフェ』として参考出品。自動車評論家から好評を得た。
2000年 (平成12年) 6月20日
コンセプトカーの好評を受け、量産化に向け別のデザイン案も用意したものの、コンセプトカーの車名及びデザインの殆どを反映し、EF系ソナタのY4プラットフォームをベースに同社初の本格派クロスオーバーSUVとして、韓国市場において発売。
コンセプトカーのデザインの殆どを反映した事例は韓国初であり、現在もあまり例の無い事例である。相違点としても、17インチホイール、バンパー、テールランプの形状が異なり、Bピラーに2列目乗降補助ハンドルを設置した点に留まる。
開発はヒュンダイ・カリフォルニア・デザインセンターにおいて進行し、プロジェクト名「SM」として現地の顧客の好みに合わせ開発しており、同社初の独自開発によるクロスオーバーSUVである。また、ヒュンダイ・カリフォルニア・デザインセンターにおいて開発した車種においては初の量産車種である。
当時におけるクロスオーバーSUVの主流であったボディオンフレームボディでは無く、モノコックボディを採用し、セダンの快適性とクロスオーバーSUVの安全性、MPVの多用途性を兼ね備えたRVとし、広大な車内空間、クリアランプ、マフラーガーニッシュ等を採用し、高級感を演出した。また、韓国初のモノコックボディを採用したクロスオーバーSUVである。
流線形を多用した特徴的なデザインにより、発売直後から大きく話題となり、モノコックボディの採用により乗り心地と安定性を大幅に改善した。また、同車のデザインはJM系ツーソンにも共通である。
ボディカラーは有彩色をメインとし、特に金色と赤茶色を主力とした。
エンジンはL6BA型2,656ccV6 DOHC自然吸気LPG (160馬力) を搭載し、ボンベはトランク下部へ搭載。なお、この場合はスペアタイヤとの部品干渉により全輪駆動装置が搭載不可能であるため、設定されない。
なお、デザインが韓国製や日本製の乗用車には例を見ない、特徴的なものである事から、発売に至るまで鄭夢九会長から大きく反対を受けたものの、デザインチームの熱意に負け、量産化へ至った。
また、当時はコンセプトカーのデザインの殆どを反映し、量産する事例は例が存在しなかったため、不安もあったものの、競合車種より高い価格設定にもかかわらず、消費者の反応は良く、大統領表彰を受賞するなど、デザイン面で高評価を受けた事により、鄭夢九会長の認識も変わり、鄭夢九会長が最も愛着を持つ車種となった。
中華人民共和国の自動車会社、華泰汽車においては、SM系をライセンス生産し、C9として販売した。
2000年 (平成12年)
大統領表彰を受賞。
2000年11月
115馬力の2.0Lコモンレールディーゼルエンジン、V型6気筒2.7L DOHCガソリンエンジン、直列4気筒2.0Lシリウスガソリンエンジンがラインナップに追加された。
2001年 (平成13年) 1月1日
ヒュンダイモータージャパンによる日本市場参入第1弾として、XD系エラントラ、FO系トラジェと同時に発売。グレード構成は2.4GLSと2.7GLSの2種であり、エンジンは2.4GLSがG4JS型2,351cc直4 DOHC自然吸気ガソリン、2.7GLSがFO系トラジェやGK系クーペ、JM系JMにも搭載されるG6BA型2,656ccV6 DOHC自然吸気ガソリンの設定。
2002年2月
内装のデザインが一部変更、ホイールのデザイン変更、タイヤハウスカバーを追加した2003年式モデルを発売。
2003年
可変ジオメトリーターボを装着した126馬力の2.0Lコモンレールディーゼルエンジンをラインナップに追加、車体側面のウインカーカバーが琥珀色から白色に変更、ディーゼルエンジン車のエアインテークホールを廃止。
2004年上半期
ホイールのデザインを変更。
2004年8月
2005年式へマイナーチェンジ。フロントグリルのデザインは好評だったため変更せず、グリル内部のディテールを小変更し、その他計器等、テールランプ、リアバンパーなどの小変更が加えられた。
2004年 (平成16年) 9月
JM系JMの発売に伴い、日本市場にて販売終了。
2006年3月2日
生産終了、2代目へバトンタッチ。6年間で合計111万1,988台が販売された。販売台数100万台を記録して生産終了となったのは韓国のSUV初となる。
2016年8月3日
釜山広域市南区で、2001年式サンタフェが走行中に突然速度を上げ路上駐車していた大型トレーラーの後部に衝突。この事故で運転手の妻、娘、孫2人（3歳、生後2ヶ月）が死亡、運転手（64歳）は重傷を負った。運転手の証言などからブレーキに欠陥があった可能性が高いという。運転手は「走行中、ブレーキが効かなかった」と証言した。

### 派生車種
- サンタフェピックアップ - サンタフェのピックアップトラック仕様。なお、量産化はされなかった。
- サンタフェFCEV - 水素自動車仕様。
- サンタフェEV - 電気自動車仕様。アメリカ合衆国ハワイ州と済州島にて試験運行された。後の2004年アテネオリンピックで使用された。

### フライホイールの摩耗
フライホイールに欠陥があり、特にMT車が深刻な状態であった。ドイツのシェフラー社のシステムを使用したことが禍根とみられる。
なお、現代自動車はリコールはしなかった。

## 2代目 CM系 (2005年 - 2012年)

### 概要
プロジェクト名CM。スタイリングはカリフォルニア州アーバインのヒュンダイ・カリフォルニア・デザインセンターが担当した。北米仕様車はソナタに続いてアラバマ州モンゴメリーのヒュンダイ・モーター・マニュファクチュアリング・アラバマ (HMMA) が生産する第2の車種となった。2011年式から起亜自動車がジョージア州ウェストポイントに建設したキア・モーターズ・マニュファクチュアリング・ジョージア (KMMG) へ生産を移管した。2009年から稼働した同工場はキア・ソレントを生産する。
先代同様流線型をデザインに多用。2代目はよりスタイリッシュになったと評価されたが、朝鮮日報は、フロントデザインがインフィニティ・FXに酷似していると指摘し、中国の黄海汽車のSUV「チション」のフロントデザインはCM型サンタフェに酷似しているとの報道もある。なお、一部が類似しているだけで、実際その他のデザインはあまり似ていないためこの様な指摘はすぐになくなっていった。
韓国仕様車は当初先代よりも排気量と動力伝達効率が向上した153馬力の2.2L Dエンジンのみのラインナップだったが、2006年に韓国で発売されたGM大宇・ウィンストームの登場に伴い、ユーロ4基準に適合して改良された151馬力の2.0L Dエンジンをラインナップに追加し、2.2L ディーゼルエンジンは出力を172/175馬力に引き上げ、トランスミッションは5速ATと5速MTを搭載。
北米仕様車はV型6気筒2.7L デルタエンジン、およびV型6気筒3.5L ラムダエンジンのガソリンエンジンを搭載。
中央日報は、オーストラリアで幼児の運転手を前面に押し出したサンタフェのCMが問題となり、放送禁止処分を受けた、と報じた。
また、歴代モデルの中で一番生産期間が長いモデルである。
先代同様、デザインで高評価を受けた。また、キャンプの流行により、自家用車がセダンの消費者らがセカンドカーとして購入する消費者が多く、中古車市場でも人気がある。

### 歴史
- 2005年11月22日 - フルモデルチェンジを実施し韓国で発売。NF型ソナタのプラットフォームをベースに開発された。ボディサイズはコンパクトSUVであるツーソンが発売されたため、初代と比較して全長は175mm増、全幅は45mm増となった。3列目補助シートの位置を変更し、韓国車としては初となるバンパー一体型の後方警報装置を搭載。前輪懸架装置は先代と同様マクファーソンストラットで、後輪懸架装置はダブルウィッシュボーンベースのマルチリンクに変更された。
- 2006年1月 - 北米モデルがデトロイトモーターショーにてデビュー。
- 2008年 - モデルチェンジでは、サイドミラーリピーターを装備し、ウッドトリムが変更され、コスト削減を目的に読書灯、助手席で全ドアを制御できるロック装置などが廃止された。
- 2009年7月 - マイナーチェンジを実施、直線をデザインに多用しサンタフェ・ザ・スタイルに車名を変更。2代目ソレントが搭載した2.0/2.2L Rエンジンをラインアップに追加するなど改良が加えられた。トランスミッションも6速MT/ATに変更。
- 2009年9月 - 直列4気筒2.4L シータMPIエンジンをラインナップに追加。
- 2009年10月 - V型6気筒2.7L ミューDOHC LPGエンジンを一時的にラインナップに追加。先代同様、LPG車はガスタンクがスペースを取るため前輪駆動のみの設定だった。また、2010年代当時は韓国のSUVはディーゼルエンジンの需要が高かったため、ガソリンエンジンは輸出仕様車のみに搭載され、LPGは廃止された。
- 2011年7月5日 - ヘッドランプの車幅灯部分が白色に変更、前後ディフューザーやフロントグリルにクロームメッキが施され、ステアリングヒーター、運転席シートを通気性の良いものに変更するなど、多数の変更が加えられた2012年式が発売された。CMにはチャ・スンウォンが出演し、スタイリッシュさを強調した内容となっている。
- 2014年8月1日 - フロントサスペンションのコイルスプリングが腐食し、コイルスプリングが折れて事故につながる恐れがあると、NHTSA（運輸省道路交通安全局）が明らかにした。リコール対象となるのは、米国で販売された2001年 - 2006年式の合計22万5000台。現代自動車はリコール対象車の顧客と連絡を取り、速やかにコイルスプリングを交換するリコール作業を行う予定である[10]。

## 3代目 DM系 (2012年 - 2018年)

### 概要
DM型サンタフェはショートホイールベース (SWB) 版とロングホイールベース (LWB) 版の2タイプがある。海外向けはSWB車が2列シート5人乗り、LWB車が3列シート7人乗りとなる。北米ではSWB車がサンタフェスポーツ、LWB車がサンタフェの名称で販売され、欧州などではSWB車がサンタフェ、LWB車がグランドサンタフェと称する。スタイリングは近年のヒュンダイ車同様に"fluidic sculpture"（流体の彫刻）に基づく。
エンジンは仕向け地により2種類の直列4気筒シータⅡエンジン（2.4L GDI、2.0L GDIターボ）とV型6気筒 3.3L GDIラムダエンジン（7人乗りのみ）、2種類の「e-VGT R」直列4気筒・直噴ディーゼルエンジン (2.0L、2.2L) が用意され、韓国市場は2種のディーゼルエンジンのみが採用される。トランスミッションはいずれも6速オートマチックトランスミッションとの組み合わせのみだが、2輪4輪駆動車ともに2.2Lディーゼルのみ6MTも設定される。
発売当時はボディカラーで赤色も選択可能だったが、2015年以降は選択不可となった（正確には2018年式のみ）。また、そしてこのボディカラーは4代目でラバオレンジとして復活した。
販売目標を2012年内は全世界で152,000台、うち韓国で42,000台、翌年以降は385,000台と設定している。韓国で15,000台が予約された。DM型サンタフェは6月にヨーロッパ、7月にアメリカ、10月に中国で発売を予定する。ロングホイールベース版サンタフェの導入に伴い、ベラクルーズは2012年11月に海外向け製造を終了し、韓国国内向けは2015年まで販売した。
2017年式はIIHSで新設された項目を除き満点で合格した。この項目でA評価を受けた車種は少なく、高評価となる。また、国内販売100万台記念のミリオンスペシャルエディションが登場（3代目のフルオプション仕様）。バーガンディのツートーンレザーシートに半光沢クロムのサイドミラーカバー、デュアルマフラー、専用ドアスポットランプ、スエード調の内装を採用し、全グレードに香水とセーフティロックを標準装備した。計器等のウェルカムサウンドとグッバイサウンドも従来とは異なり、HG型グレンジャーと同様なものに変更された。

### 歴史
- 2012年4月 - ニューヨーク国際オートショーにて3代目を世界初公開[13][14]。
- 2012年4月19日 - 韓国でSWB車を先行発表[15]。海外向けとは異なり7人乗りとなる。YF型ソナタのプラットフォームを流用し、サスペンションはマクファーソンストラット/セミトレーリングアームベースのマルチリンクに変更され、ソナタと同様のものとなった。
- 2013年3月 - 韓国でLWB車をマックスクルーズとして発売。同時にブレンボ製ブレーキ、デュアルマフラー、専用ボディキットを選択可能のTUIXパッケージを追加。また、マックスクルーズは販売台数6万台超のヒット作となったが、一部車両で雨漏りが発生して無償修理を実施して保証修理期間を5年に延長した[16]。
- 2014年2月 - サイドミラーリピーターのデザイン変更、18インチツートンホイールのデザイン変更。
- 2014年10月 - キア・UM型ソレントの発売に伴い商品改良を行い、カーナビゲーションオプション選択時に搭載されていたインフォテインメントを小変更、カーナビゲーションも従来の第3世代から第4世代に変更、電動パワーバックドアオプションを追加。
- 2015年6月4日 - フェイスリフトを実施し、サンタフェ・ザ・プライムとして発売。デイライト、LEDリアコンビランプなど小変更が加えられた。ユーロ6に適合し、IIHSのスモールオーバーラップテストをクリアするため安全性を向上させ、2015年式ジェネシスに続き、韓国車として2番目にアドバンスドエアバッグを標準装備。また、ISG、アドバンストスマートクルーズコントロール、衝突被害軽減ブレーキなどがオプション設定された。また、2.2L Rエンジンと組み合わされていたMTは廃止された。
- 2017年3月6日 - 北米仕様車の240馬力の2.0Lシータガソリン直接噴射ターボエンジンが韓国仕様車にも追加。複合燃費は前輪駆動が9.3km/L、四輪駆動が8.3km/L。同時にディーゼルエンジン車のリアのe-VGTフォントが2.0Dや2.2Dに変更された。

## 4代目 TM系 (2018年 - 2023年)

### 概要
プロジェクト名TM。先代で兄弟車にあったマックスクルーズは設定せず、2019年に発売されたパリセードが後継車種となった。
全長は先代と比較して70mm長くなり4,770mmとなった。2.0Lディーゼルエンジン、2.2Lディーゼルエンジン、2.0Tガソリンエンジンの3種類という点は従来と同じだが、8速ATが追加され、ディーゼルエンジン車は尿素SCRシステムに対応。R-MDPSが全グレード標準装備となった。
世界初となる安心降車アシストやリアシートリマインダー、アクティブセーフティなどの先進運転支援システムを標準装備した。ヴェロスターにも搭載されたサウンドハウンドが装備され、韓国のSUVとしては初となるヘッドアップディスプレイが装備され、高速走行支援道路システム、後方衝突被害軽減サポート/パーキングサポートブレーキ、先行車発進アラームという新技術を採用。四輪駆動オプションを選択した場合、HTRAC 4WDシステムがヒルディセントコントロールと共に搭載される。
競合車と比較して商品性、コストパフォーマンスなどが優れているという評価が多かった。また、唯一の競合車として挙げられるのはキア・ソレントである。
なお、一部ではソレントに搭載されている装備がサンタフェはオプション設定となっていることに不満を持つ消費者もいる。なお、フルオプションの場合はソレント、同社の高級セダンであるグレンジャーには設定されていないオプションも含まれる。
先代にはニーエアバッグなど合計7種類のエアバッグを装着していたが、4代目はニーエアバッグが廃止され合計6種類となった。
事前契約初日の事前契約数は8,192台で先代と比較して3倍近く増加し、9日までに10,981台を記録した。
計器等はUM型キア・ソレント、ルノーコリア・SM6とルノーコリア・QM6に類似しているという意見もある。
輸出仕様車は2.4L シータMPI、GDiエンジン、V型6気筒3.5LラムダMPIエンジンを搭載。
また、フェイスリフト後のザ・ニューサンタフェはメディア発表会は開催せず、事前契約なしで販売された。理由は、新型コロナウイルスの拡大に伴い、このような措置が取られたとみられる。
外観デザインは、フロントを除き全面的には肯定的な意見が多い。

### 歴史
- 2018年1月30日 - ティーザースケッチを公開[17]。

- 2018年3月6日 - スイスで開催されるジュネーヴモーターショー2018にて発表[18]。LF型ソナタのプラットフォームをベースに開発された。

- 2018年2月21日 - 発売。コナと共通のイメージでデザインされたフロントマスクを採用。近年の現代のデザインアイデンティティ「カスケーディンググリル」を採り入れている。室内は3列シート仕様に変更。
- 2018年3月 - 販売台数13,076台を記録。これにより、15ヶ月間販売台数1位だったIG型グレンジャーを超え1位となった。
- 2018年6月 - 先進運転支援システムや高級感を演出した特別仕様車「Inspiration（インスピレーション）」グレードを発売。フロントは専用のクロームメッキを採用したフロントグリル、通常モデルとは形状差別化したバンパー、スキッドプレート、従来のサンタフェは装着していなかったLEDフォグランプを装着。サイドはメタリックシルバーのサイドミラーカバー、19インチのスパッタリングホイールスパッタリングホイール、ボディ同色のサイドクラッディングを採用、リアはデュアルマフラーとスキッドプレートを新規採用。また、内装はブルゴーニュキルティングのナッパレザーを採用したシート、車両内装用スエードを採用することで高級感を演出。1列目に防音ガラスを採用して室内の静粛性を向上させ、コンチネンタルタイヤとパドルシフトを標準装備して運転性も向上させた。また、TUIXパッケージにジェネシス・G80に搭載されていたリヤシートエンターテインメントシステムと、パリセードに搭載されていた ALCON製6POTブレーキ、BBS製ホイールが追加された。
- 2019年5月15日 - 2020年式発売。クロームグリルを全グレードに採用し、リアモニターをオプション設定、リモートスタートを標準装備、インスピレーショングレードの防音ガラスを2列目も採用。
- 2019年12月 - 販売台数6,369台を記録。なお、韓国車における販売台数7,558台で3位のルノーコリア・QM6に超され、中型SUVカテゴリーでは2位となった。
- 2020年6月30日 - フェイスリフトを実施し、ザ・ニューサンタフェとして発売。本来は6月8日に発売される予定だったが、自動車排出ガス規制および自動車騒音規制の適合により、6月17日に延期され、そこから現代・起亜車の不具合が次々発覚し、6月30日に延期された。外観デザインはパリセードと共通のイメージでデザインされた。テールランプは車体上部に設置され左右をラインでつなぐ、CN7型アバンテの様なH型のデザインとなった。カーナビゲーションも従来の8インチからOTAに対応する10.25インチのものとなり、従来のシフトロッドブーツがボタン式シフトレバーに変更された。フル液晶メーターがオプション設定され、交差点対向車注意喚起システムを搭載する前方衝突防止補助システム、車線維持支援システムなどを搭載する。ホイールベースは変更せず、全長は15mm延長した。ホイールサイズは18/19インチから18/20インチに変更され、ハイブリッド車は17/19インチを設定する。構造の関係で6人乗り（2-2-2）2列目独立シート仕様は発売されず、従来と同様5、7人乗りで発売された。従来のR 2.0L/2.2LディーゼルエンジンはNEW-R 2.2Lディーゼルエンジンに統一され、シータ-Ⅱ2.0Tガソリンエンジンもシータ-Ⅲ 2.5Tガソリンエンジンに変更となった。トランスミッションはガソリンエンジン車にはターボ、ディーゼルエンジン車には8速湿式DCT、ハイブリッド車には6速ATが搭載される。価格は2,975万ウォン（約339万9889円） - 4,212万ウォン（約481万3646円）で、グレードはプレミアム、プレステージ、カリグラフィーの3種類で構成される。
- 2020年7月1日 - ザ・ニューサンタフェの契約開始。
- 2020年11月2日 - ガソリンエンジン車を発売。
- 2021年1月 - オーストラリア市場とアメリカ市場で発売。
- 2021年第1四半期 - 北米でハイブリッド車を発売。
- 2021年上半期 - 欧州でハイブリッド車を発売。
- 2021年7月1日 - 韓国でハイブリッド車の事前予約を開始。
- 2021年7月9日 - 韓国でハイブリッド車を販売開始。
- 2021年8月 - オフロード車風デザインを取り入れたサンタフェXRTをアメリカで公開。なお、韓国の市場は小規模なため、発売されなかった。
- 2021年12月6日 - 2022年式を発売。6人乗り仕様（2-2-2）がオプション設定された。ディーゼルエンジン車は強化された環境規制に適合するため排出ガス低減装置を搭載。出力は202馬力から194馬力に8馬力低下した。エクスクルーシブグレードに10.25インチのカーナビゲーション、フルオートデュアルエアコン、スマートパワーテールゲート、レインセンサーなどを標準装備した。プレステージグレードは後方衝突防止補助システム、安全降車補助、リヤシートリマインダーなどを標準装備し、カリグラフィーグレードは現代デジタルキー、ワイヤレス充電対応、220Vインバータを標準装備した。
- 2022年9月20日 - 2023年式を発売。1列目にセンター/サイドエアバッグ、リヤシートリマインダーを搭載し、プレステージグレードはLEDテールランプとウインカーが標準装備された。同時に1/2列目の二重ガラス、パドルライト、内装ガーニッシュ、12.3インチのクラスター用のカラーLCDディスプレイ、電動パワーシート、運転席メモリーシート、HUD、デジタルキー、ワイヤレス充電対応のプレステージチョイスグレードが追加された。カリグラフィーグレードは、サラウンドビューカメラ、ブラインドスポットモニターを標準装備した。
- 2023年7月 - 次期型の発売を控え、ハイブリッド車は同年7月21日までの契約分までのみの生産しとなる。韓国では12月までに約1,300台が販売された。なお、中国仕様車は継続生産・販売する。

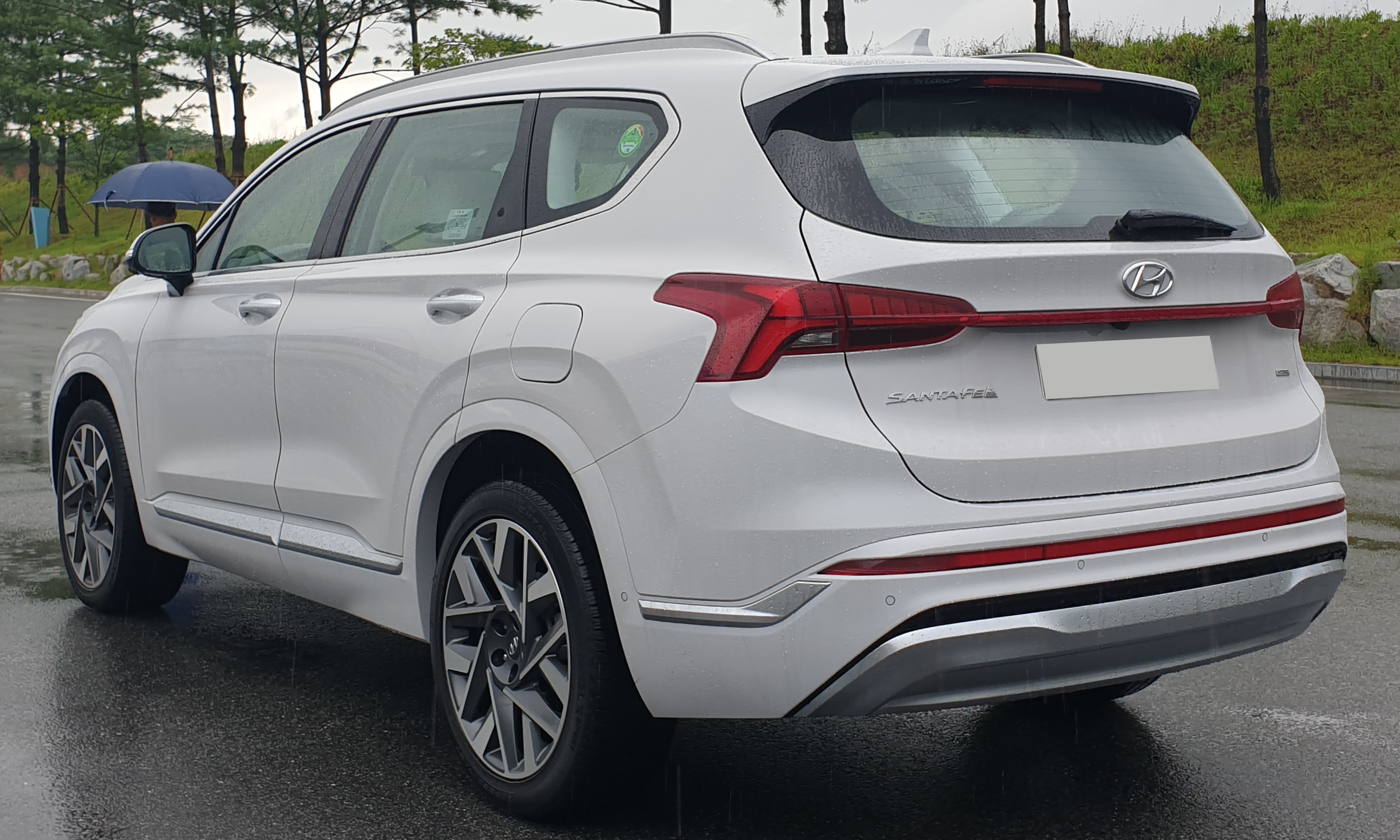
2020年改良型 リア
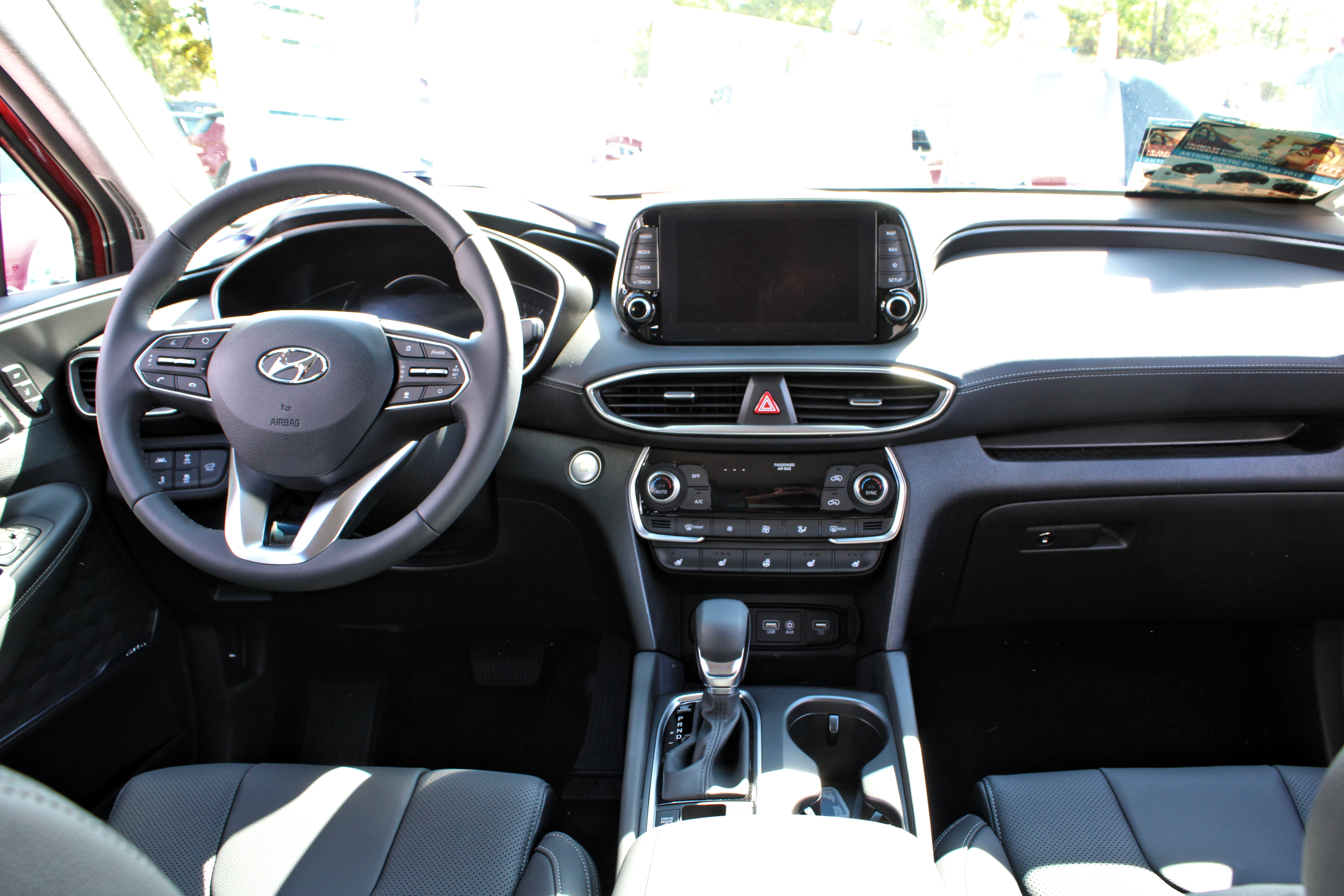
2018年販売型 インテリア

### 中国仕様車
- 2018年11月 - 中国市場専売のサンタフェ・サンダーを発表。全長4,930mmで、サンタフェより全長とホイールベースを延長させたロングボディで、サイドとリアのデザインが異なる。内装もボタン式シフトレバーを搭載するなど違いがある。また、世界初となる指紋認証出入り・始動システムを搭載した。
- 2019年4月13日 - 発売。
- 2022年8月 - フェイスリフトを実施。フロントグリルとバンパー、テールランプが小変更され、全長は4,945mmと少し延長された。

## 車名の由来
「Santa Fe（サンタフェ）」は、アメリカ合衆国ニューメキシコ州北部に位置する都市「Santa Fe (サンタフェ)」に由来する。